# Здравко Понош
Здравко Понош (серб. Здравко Понош / Zdravko Ponoš; нар. 3 листопада 1962, Книн) — сербський політик, дипломат, генерал, начальник Генерального штабу Збройних Сил Сербії (2006—2008).
Кандидат у президенти Сербії під час президентських виборів 2022 року.

## Біографія
Народився в Книні (Хорватія) 3 листопада 1962 року у сербській сім'ї. Закінчив початкову школу в Голубичі, а пізніше, в юності, переїхав до Загреба, де закінчив середню технічну школу та середню школу сухопутних військ.
У 1986 році закінчив Військово-технічну академію за фахом інженер-електронщик.
Після закінчення військової академії у Загребі працював у Військово-технічному інституті у Белграді.
Перебував у Косові, де працював над глушінням TV Tirana у Косові.
У 1998—1999 рік, під час бомбардувань Югославії, він і його команда працювали з різними імпровізаціями, щоб запобігти великим втратам.
2000 року йому було присвоєно звання полковника.
2005 року присвоєно звання генерал-майора.
Був радником Бориса Тадича, коли він був міністром оборони.
2006 року йому було присвоєно звання генерал-лейтенанта.
У 2005—2006 — заступник начальника Генерального штабу.
У 2006—2008 роках — начальник Генерального штабу Збройних сил Сербії.
У 2010—2012 — помічник міністра закордонних справ.
У 2012—2013 — голова кабінету голови Генеральної Асамблеї ООН (Вук Єремич).
Підтримав Єремича на президентських виборах у Сербії у 2017 році.
У жовтні 2017 року був одним із засновників Народної партії.
У 2017—2021 — віце-президент Народної партії.
Кандидат у президенти Сербії під час президентських виборів 2022 року за коаліцію «Єдина Сербія».
Виступає за запровадження санкцій проти Росії.

## Нагороди

### СР Югославія
- Орден «За заслуги у сфері оборони та безпеки»[6]